# Plectrocnemia latissima
Plectrocnemia latissima is een schietmot uit de familie Polycentropodidae. De soort komt voor in het Palearctisch gebied.